# Małgorzata Bystroń

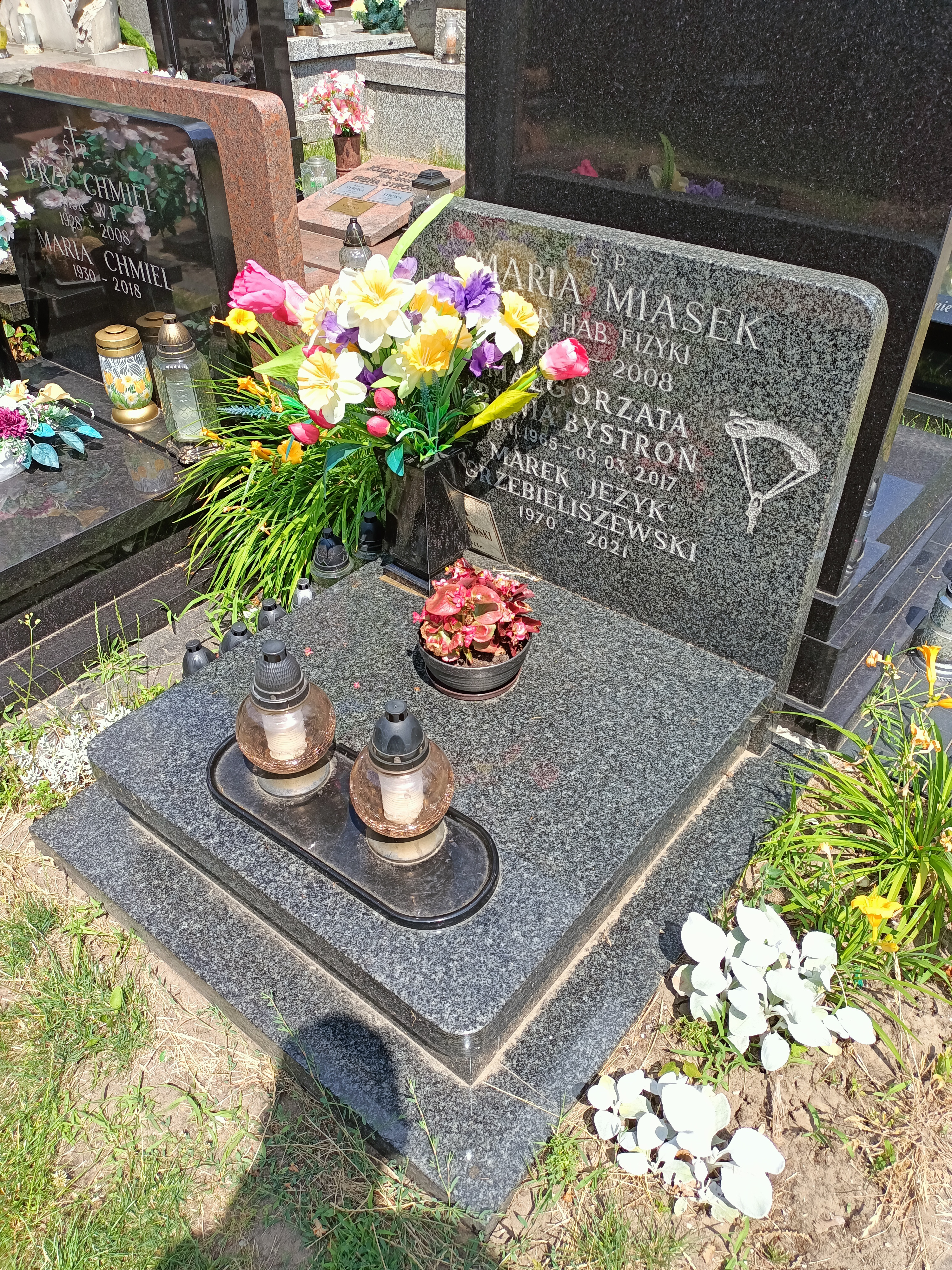
Grób Małgorzaty Bystroń na Cmentarzu Wojskowym na Powązkach (czerwiec 2023)

Małgorzata Ewa Bystroń (ur. 19 listopada 1965 w Warszawie, zm. 3 marca 2017 tamże) – polska spadochroniarka, wieloletnia instruktorka spadochronowa SkyDive Warszawa .

## Działalność sportowa
Podstawowy kurs spadochronowy ukończyła w kwietniu 1986, w tym roku uzyskała też III klasę skoczka spadochronowego. W lipcu 1987 uzyskała II klasę wyszkolenia spadochronowego, a w sierpniu 1988 uzyskała I klasę wyszkolenia. Uprawnienia instruktora II klasy uzyskała w sierpniu 1991, a uprawnienia klasy I w kwietniu 1994. Posiadaczka brązowej, srebrnej i złotej odznaki spadochronowej. W sumie wykonała ponad 1400 skoków ze spadochronami różnych typów . Posiadała uprawnienia układacza spadochronów głównych, uprawnienia do skoków w nocy, na wodę i w terenie przygodnym, skokach na RW (Relative Work), CRW (Canopy Relative Work). Wyszkoliła wielu kandydatów na skoczków spadochronowych, dzięki jej zaangażowaniu powstał pierwszy w historii Skrypt Szkolenia Spadochronowego, którym do dziś posługują się prawie wszystkie Ośrodki Spadochronowe w Polsce. Czynną działalność spadochronową zakończyła w latach 2002–2003 .
Studiowała Zarządzanie na: Wyższej Szkole Zarządzania i Prawa im. Heleny Chodkowskiej.
Małgorzata Bystroń zmarła 3 marca 2017. Pogrzeb odbył się 15 marca 2017 na Cmentarzu Wojskowym na Powązkach.
Źródło: 